# Pedro Páez Pérez
Pedro Páez Pérez (nacido el 29 de enero de 1964 en Quito, Ecuador). Actualmente es docente investigador de la Universidad Central del Ecuador, ha sido Superintendente de Control de Poder de Mercado del Ecuador. Fue Ministro Coordinador de la Política Económica desde octubre de 2007 hasta el término de sus actividades en diciembre de 2008, representante Plenipotenciario del Presidente de la República del Ecuador en Misión Especial del Gobierno del Ecuador para los temas de la Nueva Arquitectura Financiera Internacional desde febrero del 2009, hasta noviembre del 2011.
Se graduó en la Pontificia Universidad Católica del Ecuador, recibiendo el título de Economista, en esta institución educativa realizó la tesis Crisis, Lucha Social y Mutaciones del Capital. Obtuvo su Ph. D en Economía con su tesis An Optimal Control Framework for the design of Alternative Macroeconomic Policies en la Universidad de Texas en Austin. Es el autor de varios artículos que tratan de la economía mundial, latinoamericana y temas sociales, incluyendo colaboraciones en revistas como la que publica la OSAL (Observatorio Social de América Latina), también en Journal of Post Keynesian Economics.
En 17 de abril de 2008 le fue otorgado el mérito de la Gran Cruz de la Orden al Mérito de Chile, de la República de Chile.

## Reseña biográfica

### Formación Académica
Entró a la Pontificia Universidad Católica del Ecuador, allí paso sus primeros años de estudio, fue el presidente de la Asociación de Estudiantes de Economía, posteriormente se convirtió en el presidente de la Asociación Nacional de Estudiantes de Economía (ANESE). Al finalizar esta etapa de estudios decidió continuar con su maestría en la Facultad Latinoamericana de Ciencias Sociales (FLACSO) a través de una beca otorgada por el Banco Central del Ecuador, en esta institución educativa obtuvo el más alto promedio de las notas registradas entre los graduados de la maestría del Programa de Desarrollo y Política Económica.
Producto de estos avances en su educación, se hizo acreedor a una beca del Banco Central del Ecuador para el Curso-Taller Interamericano de Indicadores Económicos de Corto Plazo, Centro Interamericano de Enseñanza Estadística-Organización de Estados Americanos, CIENES-OEA, Santiago, Chile. Pudo realizar sus estudios de doctorado en la Universidad de Texas en Austin gracias al Banco Central del Ecuador.

### Trayectoria Laboral
Desde los inicios de su crecimiento académico trabajó en el Banco Central del Ecuador, comenzó como Técnico, después pasó a ser Analista de la Agencia de Garantía de Depósitos, se convirtió en el viceministro de Finanzas en al Subsecretaría General de Política Económica. Desempeñó el papel de Presidente del Consejo de Comercio Exterior e Inversiones (COMEXI). Después de ser Miembro del Consejo Nacional de Valores y del Directorio de la Corporación Aduanera Ecuatoriana (CAE) se posicionó como Ministro Coordinador de la Política Económica el 14 de noviembre de 2007. Esto le abrió paso para ser Presidente de la Comisión Técnica Presidencial de la República del Ecuador para la conformación de la Nueva Arquitectura Financiera Internacional - Banco del Sur y a su vez Representante Plenipotenciario del Presidente de la República del Ecuador en Misión Especial del Gobierno del Ecuador para los temas de la Nueva Arquitectura Financiera  Internacional. Ahora como un economista con amplia trascendencia en su medio, lidera como el primer Superintendente en la Superintendencia de Control del Poder de Mercado del Ecuador.

### Obras y Colaboraciones
Fue miembro de la Comisión de Expertos del Presidente de la Asamblea General de las Naciones Unidas sobre las Reformas del Sistema Monetario y  Financiero Internacional – “Comisión Stiglitz”,  del  Comité  Científico  del  82  Colloquio  de  la  Applied  Econometrics Association, Toledo, España. También fue miembro del Grupo de Paris: expertos  convocados por el Presidente del G20 para discutir sobre Reactivación, Regulación y Gobernanza, miembro del Comité Científico de la Asociación Latinoamericana de Pequeñas y Medianas Empresas  ALAMPYMES, miembro del Consejo Científico de la Auditoría Ciudadana sobre la Deuda Externa del Brasil, fue miembro y Vicepresidente de la Función de Transparencia y Control Social.
También se desempeñó como docente en varias universidades a nivel nacional, tales como la Pontificia Universidad Católica del Ecuador, la Escuela Politécnica del Litoral, Universidad de Guayaquil, FLACSO sede Ecuador, Universidad San Francisco de Quito, la Universidad Católica Santiago de Guayaquil y la Universidad Central del Ecuador. De igual manera participó como profesor invitado a nivel internacional en la Universidad de Utah en Estados Unidos, también en el Institute des  Hautes  Etudes  de l’Amérique Latine – Université Paris III Sorbonne Nouvelle. Chaire Simon Bolivar.
Es el autor de varias obras referentes a economía, tales como Crisis, lucha social y mutaciones del capital (1990), Integración comercial y monopolios: un ejercicio de equilibrio general computable para el Ecuador (1992) y An Optimal Control Framework for the design of Alternative Macroeconomic Policies (1999). Coautor en Ciudadanizando la política. Aportes de Políticas Públicas para el Debate Nacional. Ambiente. Ecuador: Grupo Faro (2006), en Stiglitz Joseph and Experts Commission of the United Nations on International Monetary and Financial Reforms. The Stiglitz Report. Reforming the international Monetary and Financial Systems in the wake of the Global Crisis. New York: The New Press (2010) y en Monopolios y Poder en la Historia del Ecuador (2015). En varias de sus colaboraciones laborales desarrollo documentos informativos y de opinión; tales como Commons, der Geld und Kredit y On Common Good, Money and Credit en Rosa Luxemburg  Stiftung, en el Departamento de Economía de la University of Utah con Are the Washington Consensus Policies Sustainable? A Game Theoretical Assessment for the case of Ecuador. Assessment for the case of Ecuador.

## Reconocimientos
- Orden al Mérito de Chile (Gran Cruz, 2008)
- Chaire “Simón Bolívar”, IHEAL en la Université Paris III- Sorbonne Nouvelle. (Chaire “Simón Bolívar”, 2006)